# Estación biológica de Roscoff

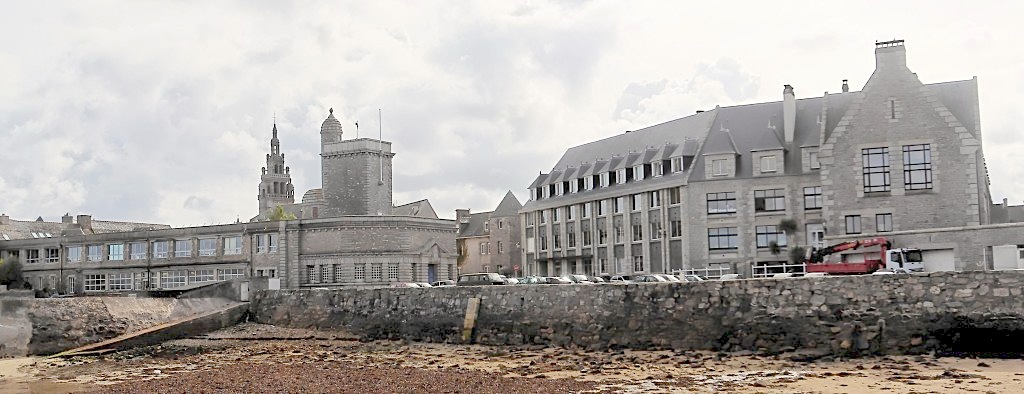
Estación biológica de Roscoff.

La estación biológica de Roscoff (SBR) es un centro de investigación y enseñanza en biología marina y oceanografía, situada en la costa septentrional de Bretaña (Francia), que forma parte de la Universidad Pierre-et-Marie-Curie, del Institut national des sciences de l'univers (INSU) y del Centre national de la recherche scientifique (CNSR).
La estación biológica se encuentra rodeada por una variedad excepcional de biotopos la mayoría de los cuales son accesibles durante las mareas bajas, abarcando una gran variedad de especies marinas vegetales (700) y animales (3000).
La estación biológica fue fundada en 1872 por Henri de Lacaze-Duthiers, catedrático de Anatomía comparada y Zoología de la Universidad de La Sorbona, al instaurar un laboratorio de zoología experimental en el edificio situado en la comuna de Roscoff. 
- 1881: construcción del vivero.
- 1906: construcción del primer piso del ala septentrional del laboratorio Lacaze-Duthiers.
- 1938: inicio de la construcción del acuario Charles Pérez, abierto al público en 1952.
- 1954: construcción del edificio CNRS Yves Delage (ala occidental).
- 1958: adquisición del hôtel de France, donde se encuentra la cantina, salas de reunión y habitaciones para los visitantes.
- 1969: construcción del edificio CNRS Georges Teissier .
- 1985: creación de la escuela en régimen de internado de la Universidad Pierre-et-Marie-Curie
- 1985: Observatorio oceanológico del INSU
- 2001: Federación de investigación del departamento de las Ciencias de la Vida del CNRS.
- 2011: construcción del Institut de Génomique Marine

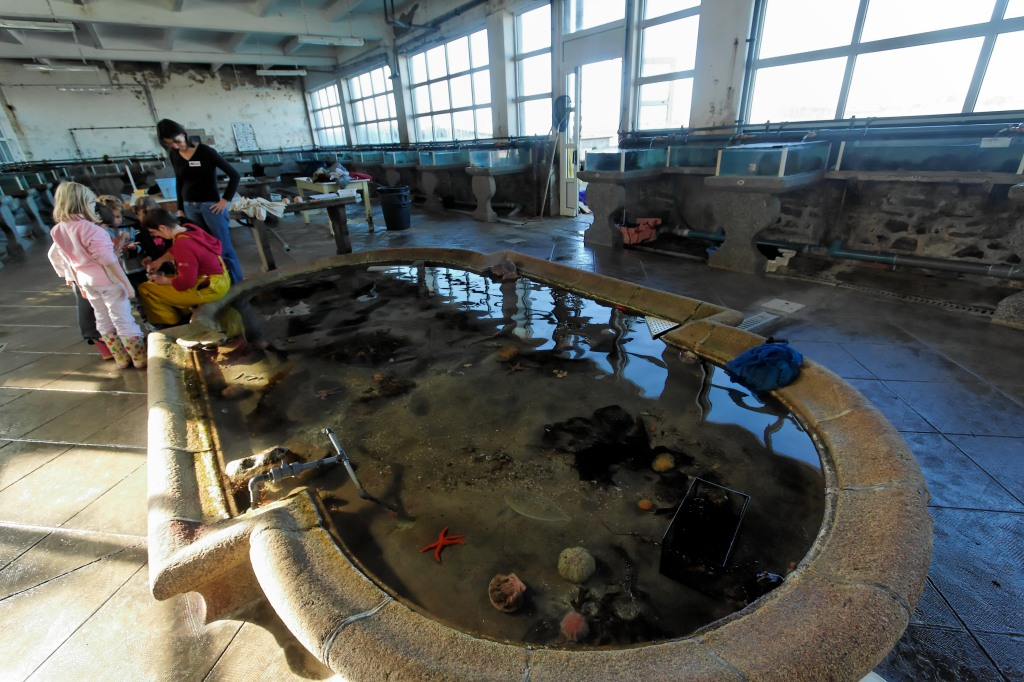
Uno de los acuarios de investigación.

La estación biológica está integrada por alrededor de 200 investigadores, profesores, ingenieros, científicos, técnicos, estudiantes y personal administrativo; se organiza en grupos de estudio compuestos por un determinado número de miembros dentro de las unidades de investigación reconocidas por el departamento de las Ciencias de Vida del CNRS desde el año 2001 y tiene el estatus de observatorio oceanográfico del Institut national des sciences de l'univers desde 1985.
Los distintos equipos abordan ámbitos de estudios que van desde la estructura y funcionamiento macromolécular biológico a los de los océanos en general. Se enfatiza particularmente, en la mayoría de los programas de investigación, en la genómica, a través de la red europea «Marine Genomics Europe» de la propia estación SBR. 
Dotada con una logística hotelera y con equipamientos pedagógicos, la SBR proporciona condiciones óptimas para la enseñanza e investigación de una amplia gama de temas incluyendo zoología, ficología, ecología y la oceanología costera. Publica desde 1960 un estudio científico internacional bilingüe (francés e inglés), Cahiers de biologie marine  y es anfitriona de entre 12 y 15 conferencias especializadas, nacionales e internacionales por año, incluyendo las «Conferencias Jacques Monod». 